# Johann Joseph Hoffmann
Pour les articles homonymes, voir Hoffmann.
Johann Joseph Hoffmann (né le 16 février 1805 à Wurtzbourg, mort le 23 janvier 1878 à La Haye) est un philologue allemand, spécialiste des langues chinoises et du japonais.

## Biographie
Hoffmann étudie la philologie à l'université de Wurtzbourg. En juillet 1830, une rencontre avec le naturaliste Philipp Franz von Siebold l'amène à se passionner pour la philologie orientale. Siebold lui donne des rudiments en japonais et pour mieux apprendre avec Ko-ching-chang, un professeur chinois que Siebold a amené, Hoffmann apprend lui-même le malais.
En quelques années, il traduit les documents de Siebold et se fait remarquer par ses pairs. Stanislas Julien l'invite à Paris, Hoffmann aurait accepté l'invitation mais doit refuser après une dispute avec Siebold.
Par ailleurs, M. Baud, le ministre hollandais des colonies, l'embauche comme traducteur de japonais. En mars 1855, Hoffmann obtient un poste de professeur à l'université de Leyde en réponse à une proposition d'une chaire de chinois au King's College de Londres.
L'œuvre la plus importante de Hoffmann est un dictionnaire de japonais commencé en 1839 et qu'il laisse inachevé, après des désaccords de financement, poursuivi par L. Serrurier. Il publie une grammaire du japonais en néerlandais et anglais en 1867 et en allemand et anglais en 1876.

## Sources, notes et références
- (de) Cet article est partiellement ou en totalité issu de l’article de Wikipédia en allemand intitulé « Johann Joseph Hoffmann » (voir la liste des auteurs).

- (en) Cet article est partiellement ou en totalité issu de l’article de Wikipédia en anglais intitulé « Johann Joseph Hoffmann » (voir la liste des auteurs).
- (de) Reinhard Kammer, « Hoffmann, Johann Joseph », dans Neue Deutsche Biographie (NDB), vol. 9, Berlin, Duncker & Humblot, 1972, p. 426–427 (original numérisé).